# Qualifications des épreuves de natation artistique aux Jeux olympiques d'été de 2020
Les phases qualificatives pour les épreuves de natation artistique aux Jeux olympiques d'été de 2020 à Tokyo se déroulent entre mai 2019 et mars 2021.
Pour l'épreuve de ballet, 10 quotas sont alloués tandis que pour l'épreuve en duo, 22 quotas sont attribués.

## Calendrier
| Compétition                             | Date               | Lieu              |
| --------------------------------------- | ------------------ | ----------------- |
| Coupe des championnes d'Europe          | 10–12 mai 2019     | Saint-Pétersbourg |
| Championnats du monde FINA 2019         | 12–28 juillet 2019 | Gwangju           |
| Sélection continentale : Afrique        | 12–28 juillet 2019 | Gwangju           |
| Sélection continentale : Asie           | 12–28 juillet 2019 | Gwangju           |
| Sélection continentale : Océanie        | 12–28 juillet 2019 | Gwangju           |
| Jeux panaméricains 2019                 | 29–31 juillet 2019 | Lima              |
| Tournoi de qualification olympique 2021 | 1–4 mai 2021       | Tokyo             |

Note : En raison de la pandémie de Covid-19, toutes les compétitions prévues au cours de l'année 2020 sont reportées en 2021.

## Résumé des quotas
Mis à jour : le 06/01/2021
| CNO              | Ballet | Duo | Total |
| ---------------- | ------ | --- | ----- |
| Afrique du Sud   |        | X   | 2     |
| Australie        | X      | X   | 8     |
| Canada           | X      | X   | 8     |
| Chine            | X      | X   | 8     |
| Égypte           | X      | X   | 8     |
| Espagne          |        | X   | 2     |
| Japon            | X      | X   | 8     |
| Kazakhstan       |        | X   | 2     |
| Mexique          |        | X   | 2     |
| Nouvelle-Zélande |        | X   | 2     |
| Russie           | X      | X   | 8     |
| Ukraine          | X      | X   | 8     |
| Total : 12 CNO   | 56     | 24  | 104   |

## Qualifiées

### Ballet
| Mode de qualification                             | Quotas | Équipes qualifiées   |
| ------------------------------------------------- | ------ | -------------------- |
| Pays hôte                                         | 1      | Japon                |
| Sélection continentale : Afrique (Ch. Monde 2019) | 1      | Égypte               |
| Jeux panaméricains 2019                           | 1      | Canada               |
| Coupe des championnes d'Europe 2019               | 1      | Russie               |
| Sélection continentale : Océanie (Ch. Monde 2019) | 1      | Australie            |
| Championnats du monde FINA 2019                   | 2      | Chine Ukraine        |
| Tournoi de qualification olympique 2021           | 3      | Italie Espagne Grèce |
| Total                                             | 10     |                      |

### Duo
| Mode de qualification                             | Quotas | CNO qualifié                                                                  |
| ------------------------------------------------- | ------ | ----------------------------------------------------------------------------- |
| Qualification pour le Ballet                      | 10     | Australie Canada Chine Égypte Japon Russie Ukraine                            |
| Sélection continentale : Afrique (Ch. Monde 2019) | 1      | Afrique du Sud                                                                |
| Jeux panaméricains 2019                           | 1      | Mexique                                                                       |
| Sélection continentale : Asie (Ch. Monde 2019)    | 1      | Kazakhstan                                                                    |
| Coupe des championnes d'Europe 2019               | 1      | Espagne                                                                       |
| Sélection continentale : Océanie (Ch. Monde 2019) | 0      | Nouvelle-Zélande                                                              |
| Tournoi de qualification olympique 2021           | 7+1    | Autriche France Biélorussie Pays-Bas États-Unis Israël Liechtenstein Colombie |
| Total                                             | 22     |                                                                               |